# Complotto di Southampton

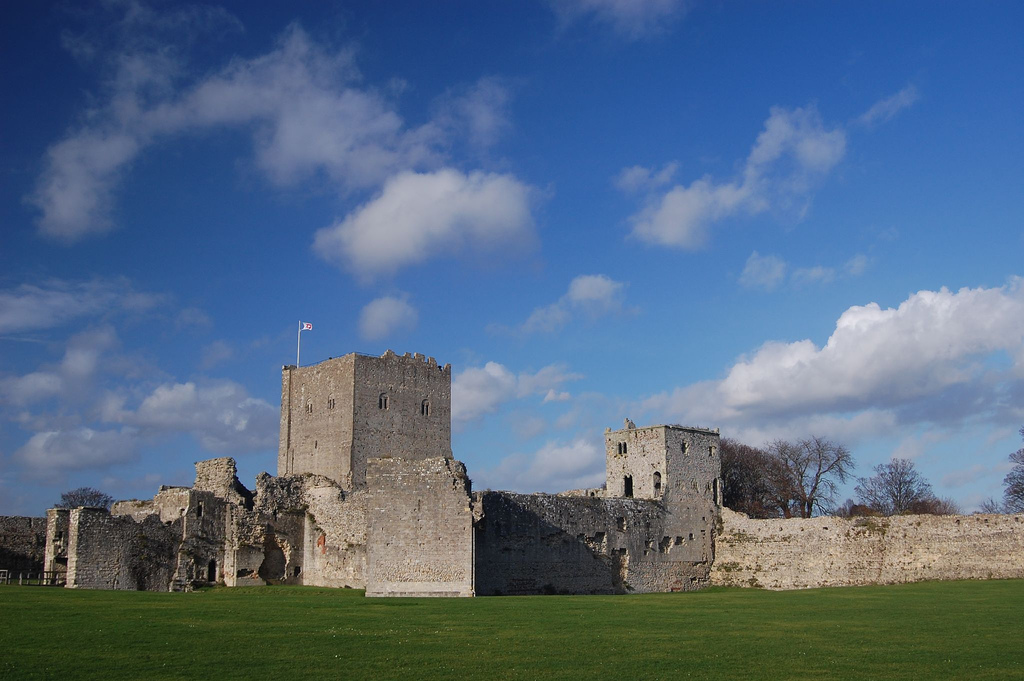
Portchester Castle, dove il complotto di Southampton fu svelato a re

Il Complotto di Southampton fu una cospirazione contro Re Enrico V, che aveva come scopo la sua detronizzazione.

## Contesto Storico
Il complotto si svolge nel 1415 durante la guerra dei cent'anni, in pieno dei preparativi per l'invasione della Francia da parte di Enrico V.

## Storia
Guidato da un triumvirato di nobili dell'Inghilterra del Nord: Richard, conte di Cambridge (fratello minore del duca di York), Thomas Gray di Heton cavaliere di Northumberland e dal Barone Henry Scrope di Masham (Yorkshire). Aveva lo scopo di detronizzare Re Enrico V. Per dare una veste di legittimità al complotto Richard e gli altri congiurati cercarono prima di assicurarsi l'alleanza di Thomas Ward di Trumpington, cioè il presunto Riccardo II (un imbroglione che si spacciò per il redivivo Riccardo II, in realtà morto in esilio nel 1400). Ma questo tentativo naufragò (per l'incapacità dei congiurati) per il mancato accordo con il Duca d'Albany, protettore del falso Riccardo II. Gli insorti ripiegarono allora su Edmondo Mortimer, V conte di March, erede designato al trono. Il piano prevedeva l'uccisione del Re e dei suoi tre fratelli, durante l'imbarco per la Francia che quest'ultimo avrebbe fatto proprio da Southampton. Tuttavia, Edmondo denunciò i congiurati allo stesso Enrico V, che istituita una commissione il 31 luglio 1415, li imprigionò e li fece giustiziare a Bargate nell'agosto del 1415, le loro teste furono esposte su delle picche alla popolazione. Alcune voci, mai confermate, parlano di un coinvolgimento francese nel complotto stesso.
Il complotto di Southampton è raccontato nel dramma shakesperiano Enrico V.